# Башманово
Башманово — деревня в Харовском районе Вологодской области.
Входит в состав Кубенского сельского поселения, с точки зрения административно-территориального деления — в Кубинский сельсовет.
Расстояние до районного центра Харовска по автодороге — 25 км, до центра муниципального образования Сорожина по прямой — 2 км. Ближайшие населённые пункты — Сорожино, Большая, Афониха.
По переписи 2002 года население — 11 человек.